# Коновка (река)
Коновка — река в России, протекает в Ступинском районе Московской области. Правый приток Северки.
Берёт начало неподалёку от деревни Глебово. Течёт на север через сосновые леса. Устье реки находится напротив села Авдотьино в 52 км по правому берегу реки Северки. Длина реки составляет 12 км (по другим данным — 11 км), площадь водосборного бассейна — 49,3 км². На реке расположена деревня Глебово и село Хонятино.
По данным государственного водного реестра России относится к Окскому бассейновому округу. Речной бассейн — Ока, речной подбассейн — бассейны притоков Оки до впадения Мокши, водохозяйственный участок — Москва от водомерного поста в деревне Заозерье до города Коломны.